# Arcade Fire
Arcade Fire là một ban nhạc indie rock tại Montreal, Quebec, Canada. Các thành viên gồm vợ chồng Win Butler và Régine Chassagne, cùng với Richard Reed Parry, Tim Kingsbury, Jeremy Gara, và Sarah Neufeld. Arcade Fire trở nên nổi tiếng khi cho ra mắt album Funeral năm 2004 và nhận được nhiều lời khen ngợi. Ban nhạc chơi guitar, trống, guitar bass, piano, violin, viola, cello, double bass, xylophone, glockenspiel, kèn Pháp, accordion, harp, mandolin, và hurdy-gurdy. Hầu hết các nhạc cụ của họ được mang theo các chuyến lưu diễn và các thành viên có thể chơi được nhiều nhạc cụ trong các show diễn của họ.
Năm 2008 họ giành chiến thắng giải Meteor Music Award cho Album quốc tế hay nhất và giải Juno 2008 cho Album Alternative của năm dành cho album phòng thu thứ hai của họ, Neon Bible.  Arcade Fire giành được nhiều giải thưởng, bao gồm giải Grammy cho Album của năm 2011 và giải Brit 2011 cho Album quốc tế hay nhất đối với album phòng thu thứ ba của họ, The Suburbs (2010) vô cùng thành công cả về mặt chuyên môn lẫn doanh thu. Bốn album phòng thu đầu tiên của ban nhạc đều nhận đề cử giải Grammy cho album âm nhạc Alternative hay nhất.

## Đĩa nhạc
- Funeral (2004)
- Neon Bible (2007)
- The Suburbs (2010)
- Reflektor (2013)
- Everything Now (2017)
- We (2022)
- Pink Elephant (2025)

## Tour diễn
- Funeral Tour (2003–2005)
- Neon Bible Tour (2007–2008)
- The Suburbs Tour (2010–2011)
- The Reflektors Mini Tour (2013)
- Reflektor Tour (2014)

## Thành viên ban nhạc
| Thành viên hiện tại - Win Butler – Hát, guitar, bass guitar, mandolin, keyboard - Régine Chassagne – hát, accordion, drums, piano, xylophone, hurdy gurdy, recorders, keyboard - Richard Reed Parry – guitar, bass guitar, double bass, celesta, keyboards, piano, organ, synthesizer, đàn xếp, trống, bộ gõ, hát phụ - William Butler – synthesizer, bass guitar, guitar, bộ gõ, sitar, panpipes, trombone, omnichord, glockenspiel, musical saw, double bass, concertina, clarinet, gadulka - Tim Kingsbury – guitar, bass guitar, double bass, keyboard - Jeremy Gara – drums, guitar, keyboard Thành viên trước đây - Sarah Neufeld – violin, keyboard, hát phụ (2004-2005, 2013;) - Howard Bilerman – trống (Funeral) - Josh Deu – guitar (2001–2003) - Alan Lavian – bass guitar - Myles Broscoe – bass guitar - Brendan Reed – tap dancing, trống, bộ gõ, hát (on Arcade Fire EP) - Dane Mills – bass guitar, trống, stomping (on Arcade Fire EP) - Tim Kyle – guitar điện (on Arcade Fire EP) | Thành viên lưu diễn hiện tại - Sarah Neufeld – violin, keyboard, hát phụ (2004-2005, 2013–nay; full-time member: 2006-2013) - Owen Pallett – violin, keyboard, hát phụ (2004-2005, 2011, 2013–nay) - Diol Edmond – bộ gõ (2013–nay) - Tiwill Duprate – bộ gõ (2013–nay) Thành viên lưu diễn trước đây - Marika Anthony-Shaw – violin, hát phụ (2007-2008, 2010-2011, 2013) - Colin Stetson – horn - Kelly Pratt – horn - Pietro Amato – horn (during the Funeral tour) - Mike Olsen – cello (during the first year of Funeral tour) - Alex McMaster – cello (at the 2011 Juno Awards) |